# Sándor Radó
Sándor Radó (Kisvárda, Hungría, 8 de enero de 1890-Nueva York 14 de mayo de 1972) fue un médico y psicoanalista húngaro.

## Biografía
Desde la época en que asistía a la secundaria en el Gimnasio, Radó mostró un marcado interés por las ciencias naturales. Contrariando los deseos de su padre, se decidió por estudiar la carrera de medicina en la Universidad Humboldt de Berlín. Durante el transcurso de sus estudios regulares intercaló un año itinerante y estudió filosofía en Bonn y Viena. El grado de doctor en Medicina lo obtuvo en 1915 en Budapest. Radó se interesó tempranamente por el psicoanálisis, que por aquel entonces todavía era una escuela muy joven y participó activamente en la Sociedad Psicoanalítica Húngara. En 1913 asistió a una conferencia dictada por Sigmund Freud en Viena y sus ideas lo impresionaron tan fuertemente que desde allí surgió una estrecha colaboración que perduraría por los próximos quince años. Por algún tiempo, Radó fue redactor del órgano Internationale Zeitschrift für Psychoanalyse (Revista Internacional de Psicoanáisis).
Radó residió entre 1922 y 1931 en Berlín y se transformó en un influyente profesor y organizador del Instituto Psicoanalítico de Berlín, que había sido fundado por Karl Abraham en 1922. A petición personal de Freud, Radó se trasladó a Nueva York en 1931. Allí se distanció de la teoría freudiana de la libido y defendió las tesis de la psicología del yo pero con una fuerte orientación de las ciencias naturales. En 1941 fue destituido de su cargo como director del Instituto Psicoanalítico de Nueva York. A partir de 1944 y hasta su jubilación en 1955, se desempeñó como director del Instituto de Psiquiatría de la Universidad de Columbia.

## Publicaciones (selección)

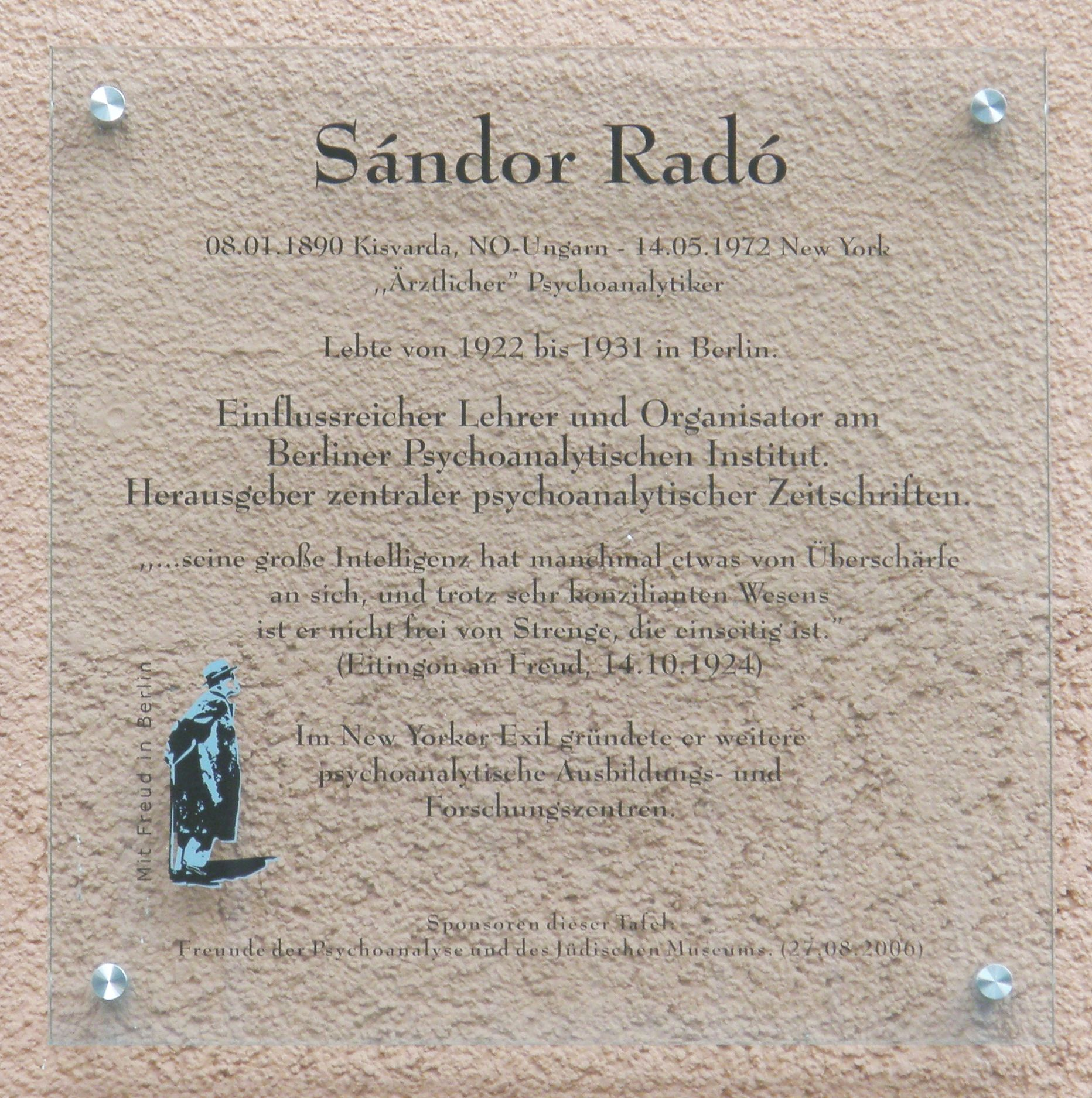
Placa conmemorativa, para Sándor Radó, en Ilmenauer Straße 2 en Berlín (de la serie Mit Freud in Berlin «Con Freud en Berlín»)

- The psychoanalysis of pharmacothymia (drug addiction), en: Psychoanalytic Quarterly, vol. 2 (1933), pp. 1–23; Reimpresión en: Journal of substance abuse treatment, v. 1 (1984), N.º 1, pp. 59–68, doi:10.1016/0740-5472(84)90054-0.
- Die Kastrationsangst des Weibes, Viena: Internationaler Psychoanalytischer Verlag, 1934.
- Adaptational psychodynamics. Motivation and control.  Jean Jameson y Henriette Klein (editores), Nueva York: Science House, 1969.